# Supertaça Portuguesa de Andebol de 2018
A Supertaça Portuguesa de Andebol Masculino de 2018 foi a 23.ª edição da Supertaça Portuguesa de Andebol. 
Opôs o campeão nacional Sporting CP, enquanto vencedor do Andebol 1 de 2017–18, ao SL Benfica, vencedor da Taça de Portugal de Andebol de 2017–18. 
A partida foi disputada a 26 de agosto de 2018 no Forúm Braga, em Braga.

## Qualificação
O Sporting qualificou-se para a Supertaça Portuguesa de Andebol de 2018 enquanto Campeão Nacional, tendo conquistado o 21.º título do seu palmarés.
O SL Benfica qualificou-se para esta edição da Supertaça enquanto vencedor da Taça de Portugal de Andebol de 2017–18.

## Partida
| 26 de agosto de 2018 17:00 | Sporting CP       | 24–29   | SL Benfica       | Forúm Braga, Braga |
| 26 de agosto de 2018 17:00 | Edmilson Araújo 9 | (11–14) | Bélone Moreira 8 | Forúm Braga, Braga |
| 26 de agosto de 2018 17:00 | 4× 1×             |         | 4×               | Forúm Braga, Braga |

## Vencedor
| Supertaça Portuguesa de Andebol de 2018 |
| --------------------------------------- |
| SL Benfica 6.º título                   |